# Wzgórza Krzesławickie
Wzgórza Krzesławickie là một trong 18 quận của Kraków, nằm ở phía đông bắc của thành phố. Cái tên Wzgórza Krzesławickie xuất phát từ một ngôi làng tên Krzesławice (lần đầu tiên được đề cập vào năm 1228) hiện là một phần của quận.
Theo Tổng cục Thống kê Trung ương dữ liệu, diện tích của huyện là 23,82 kilômét vuông (9,20 dặm vuông Anh) và 20 303 người sinh sống ở Wzgórza Krzesławickie.

## Phân khu của Wzgórza Krzesławickie
Wzgórza Krzesławickie được chia thành các phân khu nhỏ hơn (osiedles). Đây là danh sách.
- Dłubnia
- Grbałów
- Kantorowice
- Krzeławice
- Dầu mỡ
- Łuczanowice
- Osiedle Na Stoku
- Osiedle Na Wzgórzach
- Wadów
- Phụ nữ
- Zesławice